# Nasser Sandjak
Nasser Sandjak (Parigi, 28 settembre 1960) è un allenatore di calcio ed ex calciatore algerino, di ruolo attaccante.

## Carriera

### Giocatore
Ha militato dal 1977 al 1981 nel CA Romainville. Nella stagione 1981-1982 è passato al Châtillon. Nel 1982 si è trasferito al Noisy-le-Sec, club in cui ha militato per 15 anni e con cui ha concluso la propria carriera da giocatore nel 1997.

### Allenatore
Ha iniziato come allenatore-giocatore del Noisy-le-Sec fra il 1994 e il 1997. Dopo aver concluso la propria carriera da calciatore nel 1997, ha allenato i gialloneri fino al 2000. Nel gennaio 2000 viene nominato commissario tecnico della Nazionale algerina. Con la Nazionale algerina partecipa alla Coppa d'Africa 2000. Nel maggio 2000 rassegna le proprie dimissioni. Nel novembre 2000 diventa tecnico del JS Kabylie. Mantiene l'incarico fino al termine della stagione. Con il club gialloverde ha vinto una Coppa CAF. Nel luglio 2003 torna al JS Kabylie. Nel settembre 2003 si dimette dall'incarico. Dal 2007 al 2009 ha allenato nuovamente il Noisy-le-Sec. Nel novembre 2012 firma un contratto di sei mesi con il JS Kabylie, tornando ad allenare il club gialloverde a distanza di nove anni e per la terza volta in carriera. L'11 aprile 2013 rescinde il proprio contratto. Il 6 luglio 2016 viene ufficializzato il suo ingaggio da parte del MO Béjaïa. Mantiene l'incarico fino al termine della stagione. Il 2 febbraio 2018 firma un contratto con il Chabab Rif al Hoceima. Mantiene l'incarico fino al termine della stagione.

## Palmarès

### Allenatore

#### Club

##### Competizioni internazionali
- Coppa CAF: 1

JS Kabylie: 2000